# Lekkoatletyka na Letnich Igrzyskach Olimpijskich 1904 – rzut młotem

Rzut młotem podczas igrzysk olimpijskich w 1904 w Saint Louis rozegrano 29 sierpnia 1904 na stadionie Francis Field należącym do Washington University. Startowało 6 lekkoatletów, wszyscy ze Stanów Zjednoczonych. Rozegrano tylko finał.

## Rekordy
| Rekord świata     | 52,73 | John Flanagan | Nowy Jork (USA) | 31 lipca 1904 |
| Rekord olimpijski | 51,01 | John Flanagan | Paryż (Francja) | 16 lipca 1900 |

## Finał
| lp | Imię i nazwisko  | Wiek | Reprezentacja     | Wynik | Uwagi |
| -- | ---------------- | ---- | ----------------- | ----- | ----- |
| 1  | John Flanagan    | 36   | Stany Zjednoczone | 51,23 | OR    |
| 2  | John DeWitt      | 22   | Stany Zjednoczone | 50,26 |       |
| 3  | Ralph Rose       | 20   | Stany Zjednoczone | 45,73 |       |
| 4  | Charles Chadwick | 29   | Stany Zjednoczone | 42,78 |       |
| 5  | James Mitchel    | 40   | Stany Zjednoczone | nn    |       |
| 6  | Albert Johnson   | 25   | Stany Zjednoczone | nn    |       |

Flanagan obronił tytuł uzyskany na poprzednich igrzyskach, poprawiając rekord olimpijski.